# Aleksandar Luković
Aleksandar Luković (Servisch: Александар Луковић) (Kraljevo, 23 oktober 1982) is een Servisch betaald voetballer die bij voorkeur in de verdediging speelt.

## Clubcarrière
Hij tekende in juli 2010 een vierjarig contract bij FK Zenit Sint-Petersburg, dat hem overnam van Udinese Calcio.

## Interlandcarrière
Op 15 augustus 2005 debuteerde hij in en tegen Polen voor het Servisch voetbalelftal, waarvoor hij meer dan twintig interlands speelde.